# Eugène Allonsius
Eugène Allonsius, född 12 december 1937, är en friidrottare från Belgien. Han deltog vid olympiska sommarspelen 1960 och olympiska sommarspelen 1964.